# Авл Постумий
Авл Постумий (лат. Aulus Postumius; IV век до н. э.) — римский политический деятель из патрицианского рода Постумиев. Диодор Сицилийский называет его одним из консулов 328 года до н. э. наряду с неким Публием Корнелием. В то же время согласно Титу Ливию консулами этого года были Публий Плавтий Прокул и Публий Корнелий Скапула.
Больше об Авле Постумии ничего не известно.